# Tiergestützte Pädagogik

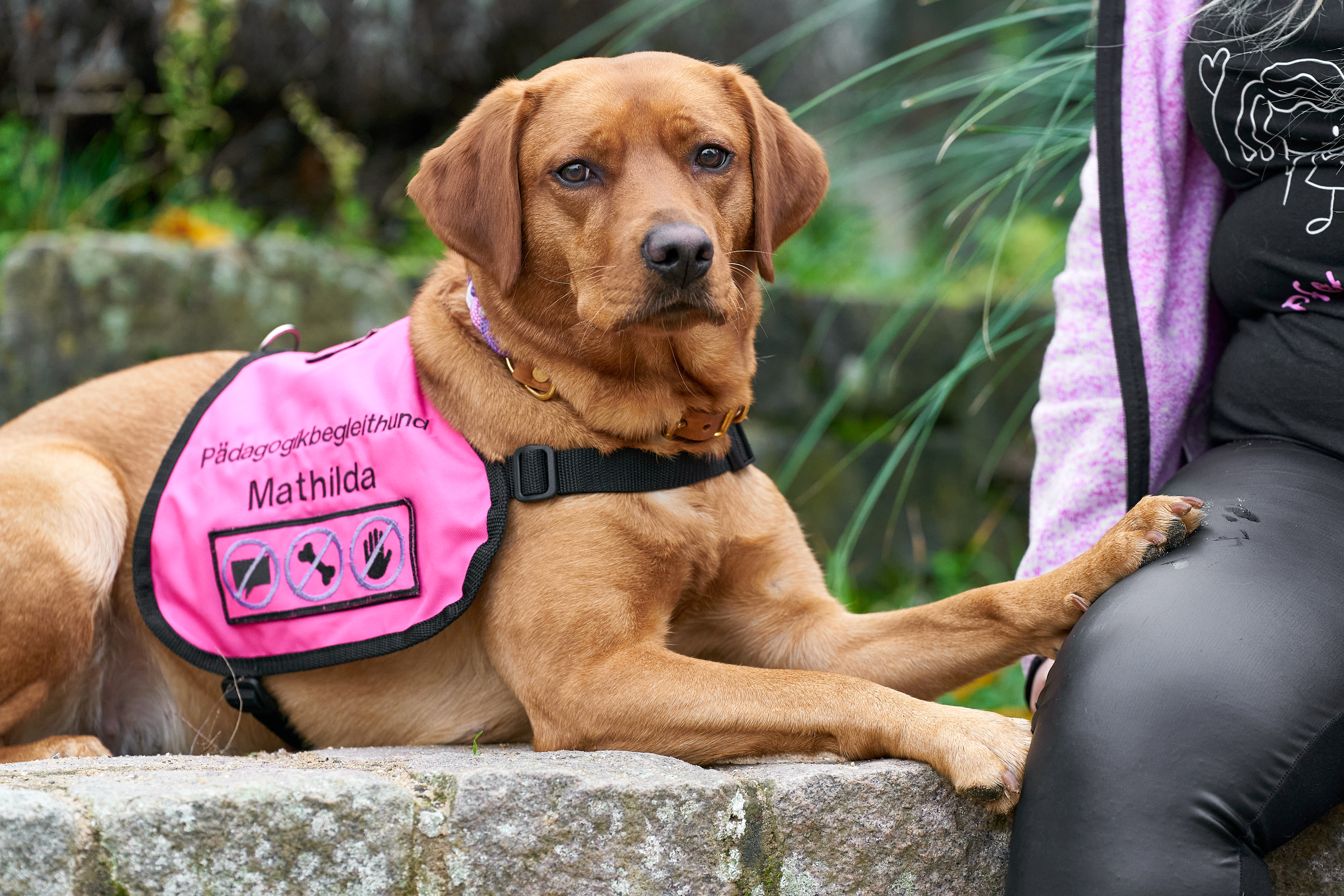
Labrador als pädagogischer Begleithund

Die tiergestützte Pädagogik baut auf den Erfahrungen in der tiergestützten Therapie auf.

## Geschichte
In den 1960er Jahren entdeckte der amerikanische Kinderpsychotherapeut Boris M. Levinson zufällig während einer Therapiestunde die Wirkung seines Hundes, der zwischen ihm und einem Kind vermittelte und Levinson so erstmals Zugang zu diesem Kind verschaffte. Levinson hatte in seiner Praxis oft mit Kindern zu tun, die Störungen in ihrem Gruppenverhalten zeigten. Er bemerkte, dass Kinder viel besser ansprechbar waren, wenn sein Hund, ein Retriever, zugegen war. Diese Erfahrung veranlasste ihn, Tiere in sein Behandlungskonzept einzubeziehen.
Seit Ende der 70er Jahre kann von einer weltweiten Forschung auf dem Gebiet der tiergestützten Therapie gesprochen werden, und in den letzten Jahren haben sich Tiere als therapeutische Helfer auch in Deutschland etabliert. Es ist bekannt, dass Tiere als Co-Therapeuten eingesetzt werden, beispielsweise in der Delphintherapie, im Therapeutischen Reiten, als Assistenzhunde für Behinderte und im Besuchsdienst in Altenheimen. In den letzten Jahren haben sich Tiere als therapeutische Helfer in Deutschland etabliert. Auf diesem wissenschaftlich fundierten Ansatz basiert auch die tiergestützte Pädagogik, die in Deutschland noch in den Anfängen steckt.

## Inhalte
Die tiergestützte Pädagogik nutzt die positive Wirkung der Tiere bei der Erziehung und Bildung. Die Verknüpfung der tiergestützten Pädagogik mit der Umweltbildung beinhaltet ein bisher unausgeschöpftes Potential, um bei kommenden Generationen mehr Umweltbewusstsein aufzubauen und sie zu nachhaltigem Handeln anzuleiten. Die Verknüpfung mit der Bewegungsförderung beinhaltet die Chance, Kinder und Jugendliche für körperliche Aktivität zu begeistern. Jugendfarmen leisten seit den 1980er Jahren pädagogische Arbeit mit Tieren. Kleintiere wie Kaninchen und Meerschweinchen, aber auch Hühner, Enten, Gänse, Schafe und Ziegen, sowie Hunde, Pferde (therapeutisches Reiten) und Esel bieten den Kindern Nähe und Heimat, und auch die Möglichkeit, Verantwortung und Sozialverhalten zu lernen und zu üben.

## Beispiele
Schulhunde, auch Schulbegleithunde, werden regelmäßig in Schulen eingesetzt, um Lehrer bei ihrer pädagogischen Arbeit mit ihren Schülern zielgerichtet zu unterstützen.
Sprachhunde werden eingesetzt, um Kinder aktiv und emotional beim Sprachenlernen zu unterstützen. Der Sprachhund wird dabei von einer pädagogischen Sprachförderkraft begleitet.
Leseförderung mit Hund zeigt große Erfolge dabei, auch Kinder mit Leseschwäche zum (Vor-)Lesen zu motivieren.
Canepädagogik basiert auf einem heilpädagogischen Konzept und bietet sog. verhaltensauffälligen Kindern und Jugendlichen Hilfe zur Erziehung über den pädagogisch begleiteten Umgang mit Hunden.

Im Gegensatz zu anderen hundgestützt arbeitenden, pädagogischen Angeboten wie z. B. Therapiehund, Schulhund, Besuchshund oder auch Lesehund (Lesehund® -R.E.A.D.®) greift diese nicht auf speziell geschulte Hunde zurück, sondern setzt ausschließlich nicht ausgebildete Hunde ein.
Heilpädagogisches Voltigieren fördert Kinder und Jugendliche über das Medium Pferd individuell und ressourcenorientiert insbesondere in ihrer Persönlichkeitsentwicklung.